# Off the Grid (jeu vidéo)
Off the Grid est un jeu vidéo de tir à la troisième personne de type battle royale développé et édité par Gunzilla Games, sorti en accès anticipé le 8 octobre 2024 sur PlayStation 5, Xbox Series et PC.

## Trame
Le jeu se déroule dans un monde dystopique cyberpunk sur l'île fictive de Teardrop Island, où des humains dotés d'implants cybernétiques s'affrontent pour un prix de 100 millions de dollars.

## Système de jeu
60 joueurs, répartis en escouade de trois s'affrontent sur une carte ouverte, avec pour but final d'être la dernière équipe survivante. Ils ont la possibilité de prendre part à des missions scénarisées au cours de la partie, affrontant des PNJ afin de récupérer notamment du butin cosmétique qu'ils pourront ensuite utiliser ou vendre dans un marché en ligne basé sur la blockchain.
Les joueurs sont équipés de membres cybernétiques, leur conférant des capacités de déplacement ou d'attaque spéciales, qu'ils peuvent changer durant partie.

## Développement
Le développement est supervisé par le réalisateur Neill Blomkamp, qui a donné au jeu la direction artistique caractéristique de ses films, comme District 9 ou Elysium. L'écrivain Richard Morgan, auteur du roman cyberpunk Carbone modifié ainsi que Olivier Henriot, ancien directeur d'écriture chez Ubisoft, contribuent également au projet. Le jeu est conçu à parti du moteur de jeu Unreal Engine 5.

## Sortie
Annoncé en mai 2022, le jeu est disponible en accès anticipé le 8 octobre 2024 sur PlayStation 5, Xbox Series X et PC via le programme Xbox Insider et PC via l'Epic Game Store. Seul le mode battle royale est alors disponible, mais une campagne narrative approchant les soixante heures est prévue par le studio.